# Anisoplia aprica
Anisoplia aprica är en skalbaggsart som beskrevs av Wilhelm Ferdinand Erichson 1847. Anisoplia aprica ingår i släktet Anisoplia och familjen Rutelidae. Utöver nominatformen finns också underarten A. a. banatica.